# Arthur Melo
Arthur Henrique Ramos de Oliveira Melo (Goiânia, 1996. augusztus 12. –) brazil válogatott labdarúgó, középpályás. A Girona játékosa kölcsönben a Juventus-tól.

## Pályafutása

### Grêmio
Arthur tizenkét évesen kezdte pályafutását szülővárosában, Goiásban. 2010-ben szerződött a Grêmióhoz. 2015 januárjában Luiz Felipe Scolari felhívta az első csapathoz, miután a junior állami bajnokságban csapata egyik legjobbjaként teljesített. 2016-ban Arthur a szezon utolsó mérkőzésén debütált a brazil országos bajnokságban egy 1-0-s hazai vereség alkalmával, a Botafogo ellen. A találkozón csereként lépett pályára Kaio Mendes helyén.
2017-ben a Copa Libertadoresben is bemutatkozhatott, a Club Guaraní elleni 1–1-re végződő találkozón a mérkőzés legjobbjának is megválasztották. Játékstílusát sokan a spanyol Andrés Iniesta és Thiago Alcântara játékához hasonlították. Több európai élklub figyelmét felkeltette, érdeklődött iránta a Chelsea, a Barcelona és az Atlético de Madrid is. Első gólját májusban szerezte a kupában, a Fluminense elleni 3–1-es győzelem alkalmával. 

### Barcelona
2018. március 11-én jelentette be a Barcelona, hogy megegyezett a Grêmióval Arthur átigazolásáról. A katalán csapat 30 millió eurót fizetett a brazil játékosért, plusz kilencmilliós esetleges bónuszokkal kiegészítve. Arthur hatéves szerződését 2018. július 9-én írta alá. Július 28-án gólt szerzett a Tottenham Hotspur elleni barátságos mérkőzésen.
Augusztus 12-én debütált a spanyol szuperkupában, ahol a katalánok 2–1 arányban győzedelmeskedtek a Sevilla ellen. 2019. augusztus 31-én ő szerezte az első gólt az Osasuna elleni, 2–2-es döntetlen során.

### Juventus
2020. június 29-én a Barcelona bejelentette, hogy megegyezett az olasz Juventusszal Arthur vételáráról.
Egy ötéves szerződést írt alá a torinoi csapattal, 72 millió, plusz 10 millió euróért, az üzletetben Miralem Pjanić cseréje is szerepelt.
Szeptember 20-án a Serie A 2020/21-es szezonjának első fordulójában nevezték a Smapdoria ellen.
A következő héten debütált csereként az AS Roma elleni 2–2-s idegenbeli mérkőzésén.
Október 20-án lépett pályára a klub színében nemzetközi porondon a Bajnokok Ligájában, idegenbeli környezetben az ukrán Dynamo Kyiv elleni 0–2-s mérkőzés utolsó 11 percében.
2021. január 20-án Supercoppa Italiana győztese lett, miután 2–0-ra legyőzték a Napoli csapatát. Arthur a mérkőzést végigjátszotta.
Az első gólját négy nappal később szerezte hazai környezetben a Bologna ellen, a 2–0-ra végződő mérkőzés első gólját jegyezte a 15. percben.

#### Liverpool(kölcsönben)
2022. szeptember 1-jén kölcsönvették a Juventus csapatától, 4,5 millió euróért, de a Pool opciós joggal rendelkezik.
Szeptember 3-án nevezték az Everton elleni bajnokira, négy nappal később mutatkozott be a csapatban, csereként a Bajnokok Ligájában a Napoli ellen, a 77. percben Harvey Elliottot váltotta.

### A válogatottban
Arthur a brazil U17-es korosztályos válogatottól az U20-as korosztályig minden utánpótlás csapatban pályára lépett. Részt vett a 2013-as Dél-amerikai U17-es labdarúgó-bajnokságon. 2017. szeptember 15-én először kapott meghívót a felnőtt válogatott keretébe, de pályára nem lépett és hiába volt tagja a 2018-as világbajnokságra nevezett bő keretnek, a tornára végül nem utazhatott.

## Statisztika

### Klub
Utoljára frissítve: 2020. február 25.
| Klub           | Szezon         | Liga           | Liga  | Liga | Kupa  | Kupa | Nemzetközi | Nemzetközi | Állami bajnokság | Állami bajnokság | Egyéb | Egyéb | Összesen | Összesen |
| Klub           | Szezon         | Bajnokság      | Mérk. | Gól  | Mérk. | Gól  | Mérk.      | Gól        | Mérk.            | Gól              | Mérk. | Gól   | Mérk.    | Gól      |
| -------------- | -------------- | -------------- | ----- | ---- | ----- | ---- | ---------- | ---------- | ---------------- | ---------------- | ----- | ----- | -------- | -------- |
| Grêmio         | 2015           | Série A        | 0     | 0    | 0     | 0    | —          | —          | 1                | 0                | —     | —     | 1        | 0        |
| Grêmio         | 2016           | Série A        | 1     | 0    | 0     | 0    | —          | —          | 0                | 0                | —     | —     | 1        | 0        |
| Grêmio         | 2017           | Série A        | 27    | 1    | 5     | 1    | 12         | 0          | 4                | 0                | 2     | 0     | 50       | 2        |
| Grêmio         | 2018           | Série A        | 7     | 1    | 1     | 0    | 3          | 0          | 7                | 3                | —     | —     | 18       | 4        |
| Grêmio         | Összesen       | Összesen       | 35    | 2    | 6     | 1    | 15         | 0          | 12               | 3                | 2     | 0     | 70       | 6        |
| Barcelona      | 2018–19        | La Liga        | 27    | 0    | 7     | 0    | 9          | 0          | —                | —                | 1     | 0     | 44       | 0        |
| Barcelona      | 2019–20        | La Liga        | 15    | 3    | 3     | 1    | 4          | 0          | —                | —                | 0     | 0     | 22       | 4        |
| Barcelona      | Összesen       | Összesen       | 42    | 3    | 10    | 1    | 13         | 0          | —                | —                | 1     | 0     | 66       | 4        |
| Karrier összes | Karrier összes | Karrier összes | 77    | 5    | 16    | 2    | 28         | 0          | 12               | 3                | 3     | 0     | 136      | 10       |

### A válogatottban
Utoljára frissítve: 2019. november 19.
| Nemzet   | Év       | Mérkőzés | Gól |
| -------- | -------- | -------- | --- |
| Brazília |          |          |     |
| 2018     | 6        | 0        |     |
| 2019     | 14       | 0        |     |
| Összesen | Összesen | 20       | 0   |

## Sikerei, díjai

### Klubokban
Grêmio
- Gaúchói állami bajnok (U20): 2014
- Brazil kupa: 2016
- Copa Libertadores: 2017
- Recopa Sudamericana: 2018
- Gaúchói állami bajnok: 2018

Barcelona
- Spanyol bajnok: 2018–19
- Spanyol szuperkupa: 2018

### Egyéni
- Az év csapatának tagja a brazil élvonalban: 2017[20]
- Az év felfedezettje a brazil élvonalban: 2017[20]